# 구 죽산 안씨
죽산 안씨(竹山安氏)는 경기도 안성시 죽산면을 본관으로 하는 한국의 성씨이다.

## 역사
죽산 안씨는 안준(安濬), 안영의(安令儀)를 시조로 한 두 문중이 1744년, 1805년에 각각 족보를 간행하며 별개로 계대(繼代)를 이어왔다. 안영의(安令儀)의 증손 안전(安戩)이 고려 충렬왕 때 도지휘사(都指揮使)를 지냈다
죽산 안씨(竹山 安氏)는 조선시대 문과 급제자 28명을 배출하였다.
1999년에 편찬된 죽산안씨대동보에 따르면, 시조로 알려지는 안방준(安邦俊)은 당나라 종실(宗室) 이국정(李國貞)의 아들인 이원(李瑗)의 장남 이지춘(李枝春)이라고 한다. 그는 864년(신라 경문왕 4년)에 이엽춘(李葉春), 이화춘(李花春) 형제와 왜구토벌에 큰 공을 세우자, 안국지신(安國之臣)이라는 뜻에서 안씨(安氏) 성을 받았으며, 이 때에 안방준으로 개명하고 죽산군(竹山君)에 봉해졌다.

## 인물
- 안전(安戩, ? ~ 1298년) : 고려 후기 과거에 급제하여 시어사(侍御史)를 거쳐 1275년(충렬왕 1) 전라도안찰사(全羅道按察使)가 되었다. 1287년에 부지밀직사사(副知密直司事)가 되고 이어 충청도안무사(忠淸道安撫使), 이듬해에 지밀직사사(知密直司事)로 성절사(聖節使)가 되어 원나라에 다녀왔다. 1290년 경상도도지휘사(慶尙道都指揮使)·충청도도지휘사(忠淸道都指揮使), 1292년 서북면도지휘사(西北面都指揮使)를 역임하였다.
- 안극인(安克仁) : 고려 공민왕(恭愍王)의 국구(國舅)로서 동지밀직(同知密直)을 거쳐 우문관 대제학(右文館 大堤學)을 지냈다.
- 안숙로(安叔老) : 안극인의 아들. 고려 우왕(禑王) 때 밀직사사(密直司事)를 지내고 조선(朝鮮)이 개국(開國)되자 서북면 도순문찰리사(西北面都巡問察理使) 역임했다.
- 안맹담(安孟聃) : 안숙로의 손자. 조선 세종(世宗)의 부마(駙馬)로 연창위(연昌慰)에 봉해지고 세조(世組)조에 원종공신(原從功臣)에 책록(策錄)되었다.
- 안초(安招, 1420년 ~ 1483년) : 전라도 관찰사(全羅道觀察使)를 거쳐 동지중추부사(同知中樞府事)와 호조 참판(戶曺參判)을 지냈다.
- 안방경(安方慶, 1513년 ~ 1569년) : 1540년(중종 35) 식년문과에 병과로 급제하고, 형조참의와 장례원판결사에 이르렀다.
- 안진(安縝) : 안맹담의 9세손. 1652년(효종 3)에 증광문과에 병과로 급제하고, 황해도관찰사(黃海道觀察使)를 거쳐, 예조참판(禮曺參判)에 이르렀다.
- 안윤행(安允行, 1692년 ~ ?) : 맹담(孟聃)의 11세손. 1740년(영조 16)에 증광문과에 을과로 급제하고, 형조 판서(形曺判書)를 거쳐 판돈령부사(判敦寧府事)에 이르렀다. 시호는 충헌(忠憲)이다.
- 안경수(駉壽, 1853년 ~ 1900년) : 김홍집 내각에서 군부 대신(軍部 大臣)을 역임했다. 중추원(中樞院) 일등 의관(議官)을 지내고 독립협회 조직에 참여하여 회장으로 활약하였다.

## 왕실과의 인척관계

### 고려
- 공민왕 제4비 정비 안씨
- 우왕비 현비 안씨

### 조선
- 회산군(성종의 서자) 정부인 영원군부인 죽산 안씨
- 정의공주(세종의 차녀) 부마 안맹담
- 신성군(선조의 서자) 사위 안홍량

## 항렬자
| 32세              | 33세          | 34세              | 35세          | 36세              | 37세          | 38세              | 39세          | 40세              | 41세          | 42세              | 43세          | 44세              | 45세          | 46세              | 47세          | 48세              | 49세          | 50세              | 51세          |
| ----------------- | ------------- | ----------------- | ------------- | ----------------- | ------------- | ----------------- | ------------- | ----------------- | ------------- | ----------------- | ------------- | ----------------- | ------------- | ----------------- | ------------- | ----------------- | ------------- | ----------------- | ------------- |
| 口승(承) 口연(淵) | 병(秉) 상(相) | 口훈(勳) 口환(煥) | 성(聖) 재(載) | 口용(鏞) 口회(會) | 홍(泓) 기(淇) | 口상(祥) 口래(來) | 혁(赫) 열(烈) | 口중(重) 口주(周) | 종(鍾) 홍(洪) | 口성(誠) 口한(漢) | 직(織) 인(寅) | 口묵(默) 口경(炅) | 극(棘) 설(卨) | 口호(鎬) 口신(信) | 영(永) 강(康) | 口의(義) 口식(植) | 기(紀) 아(雅) | 口경(慶) 口배(培) | 탁(鐸) 상(商) |

| 52세              | 53세          | 54세              | 55세          | 56세              |
| ----------------- | ------------- | ----------------- | ------------- | ----------------- |
| 口경(慶) 口배(培) | 준(準) 원(源) | 口규(揆) 口영(永) | 연(然) 걸(杰) | 口균(均) 口규(圭) |

## 집성촌
- 경기도 용인시 수지구
- 전북특별자치도 고창군 고수면

## 같이 보기
- 신 죽산 안씨
- 순흥 안씨
- 탐진 안씨
- 광주 안씨
- 안산 안씨

## 참고 자료
- “안씨(安氏) 본관(本貫) 죽산(竹山)-舊입니다.”. 《한국족보출판사》. 2022년 9월 18일에 원본 문서에서 보존된 문서.
- 《죽산안씨대동보》